# Comté de Vinton
Le comté de Vinton – en anglais : Vinton County – est un des 88 comtés de l'État de l'Ohio, aux États-Unis.
Son siège est fixé à McArthur.